# 鈴木明治
鈴木 明治（すずき めいじ / あきはる、1907年8月 - 2005年10月27日）は、日本酒を中心に酒類を対象とした研究をおこなった、日本の醸造学、発酵化学研究者。醸造試験所所長、東京農業大学教授などを歴任した。

## 経歴
長野県松本市生まれ。長野県松本中学校（長野県松本深志高等学校の前身）に学び、その後、東京大学農学部を卒業した。
醸造試験所（酒類総合研究所の前身）に入所して、日本酒をはじめ各種の酒類の研究にあたり、所長も務めた。この間、東京局所属の技官であった時には、山梨県の笹一酒造と関わりが深かった。また、1961年には、「清酒原料用米麹の老若に関する考察」により12月7日付で東京大学から農学博士を授与された。
1968年10月1日付で、東京農業大学農学部醸造学科教授に転じ、山田正一の後を継いで酒類第一研究室を主宰し、翌1969年4月1日付で東京農業大学短期大学醸造科長になった。
鈴木は中国にも何回か足を運び、中国の酒類に関する書籍を入手して、その翻訳ノートを自作するなどしていた。
その後、鈴木が主宰した酒類第一研究室は、1976年に発酵化学研究室となった。鈴木は1978年3月31日付で東京農業大学を定年退職した。